# Crassula morrumbalensis
Crassula morrumbalensis là một loài thực vật có hoa trong họ Crassulaceae. Loài này được R.Fern. miêu tả khoa học đầu tiên năm 1982.